# 2024年太平洋颶風季
2024年太平洋颶風季是每年一度全球熱帶氣旋產生週期的一部分。東太平洋颶風季從2024年5月15日開始；而中太平洋颶風季從2024年6月開始。本條目的範圍僅侷限於赤道以北及國際換日線以東的太平洋，於赤道以北及國際換日線以西的太平洋水域產生的風暴則被稱為颱風，並被列入2024年太平洋颱風季。在東、中太平洋產生的熱帶風暴分別是由美國國家颶風中心（英語：NHC）及中太平洋颶風中心（英語：CPHC）命名，國際編號分別為xxE或xxC。更多關於東、中太平洋的颶風，請參見太平洋颶風季。
本風季活躍程度較低，全季共生成15個熱帶氣旋，其中14個達到命名風暴標准。在這些風暴中，有5個增強為颶風，其中3個進一步發展成大型颶風。值得注意的是，本風季連續第三年未在任何一個海域出現季前熱帶氣旋，是衛星時代有記錄以來首次出現整個太平洋颶風季開局如此遲緩的情。直到7月4日，東太平洋才生成首個熱帶風暴「阿萊塔」。而中太平洋的首個（也是該季唯一一個）熱帶風暴「霍內」遲至8月22日才形成，這標誌著該海域自2019年以來首次出現命名風暴。本季最後一個熱帶低氣壓14E於11月7日消散，標誌着風季的結束。
本季有多個風暴對陸地造成影響。一級颶風「霍涅」在夏威夷大島近海掠過後，為當地帶來極強降雨。數日後，颶風「吉爾瑪」的殘餘系統再次影響該群島，這兩個氣旋均未造成重大災害。熱帶風暴「伊萊安娜」擦過墨西哥西北部海岸，引發局部洪澇。颶風「約翰」在快速增強為三級颶風後，兩度登陸墨西哥南部，造成29人喪生，經濟損失估計達24.5億美元。本季最強風暴當屬颶風「克里斯蒂」，其發展為五級颶風的強度，成為自2010年「西莉亞」以來首個在非厄爾尼諾年出現的太平洋五級颶風。

## 已被國際命名的熱帶氣旋

### 熱帶風暴阿萊塔（Aletta）
7月2日，一個低氣壓在格雷羅州西南方生成，美國海軍研究實驗室給予擾動編號91E。
7月4日上午9時，國家颶風中心將其升格為熱帶低氣壓，給予熱帶氣旋編號01E。
7月5日凌晨3時，國家颶風中心將其升格為熱帶風暴，並命名為阿萊塔（Aletta）。下午3時，國家颶風中心將其降格為熱帶低氣壓。
7月6日上午9時，國家颶風中心指阿萊塔已減弱為一殘餘低壓。

### 熱帶風暴巴德（Bud）
7月23日，一個低氣壓在哈利斯科州南方生成，美國海軍研究實驗室給予擾動編號93E。
7月24日中午12時，國家颶風中心直接將其升格為熱帶風暴，並命名為巴德（Bud）。
7月26日中午12時，國家颶風中心判定巴德已轉化為一後熱帶氣旋。

#### 事後調整
國家颶風中心將巴德的中心氣壓上調至1001百帕斯卡。

### 颶風卡洛塔（Carlotta）
7月29日，一個低氣壓在瓦哈卡州南方生成，美國海軍研究實驗室給予擾動編號94E。
7月31日上午9時，國家颶風中心將其升格為熱帶低氣壓，給予熱帶氣旋編號03E。下午3時，國家颶風中心將其升格為熱帶風暴，並命名為卡洛塔（Carlotta）。
8月2日上午9時，國家颶風中心將其升格一級颶風。
8月4日上午6時，國家颶風中心將其降格為熱帶風暴。
8月5日晚間9時，國家颶風中心表示卡洛塔已轉化為一後熱帶氣旋。

### 熱帶風暴丹尼爾（Daniel）
7月30日，一個低氣壓在東太平洋海域生成，美國海軍研究實驗室給予擾動編號95E。
8月3日上午9時，國家颶風中心直接將其升格為熱帶風暴，並命名為丹尼爾（Daniel）。
8月5日下午3時，國家颶風中心將其降格為熱帶低氣壓。晚間9時，國家颶風中心判定丹尼爾已減弱為一殘餘低壓。

#### 事後調整
國家颶風中心將丹尼爾的中心氣壓下調至1005百帕斯卡。

### 熱帶風暴艾米利亞（Emilia）
8月3日，一個低氣壓在索科羅島西南方生成，美國海軍研究實驗室給予擾動編號97E。
8月4日上午9時，國家颶風中心將其升格為熱帶低氣壓，給予熱帶氣旋編號05E。晚間9時，國家颶風中心將其升格為熱帶風暴，並命名為艾米利亞（Emilia）。
8月8日晚間9時，國家颶風中心表示艾米利亞已轉化為一後熱帶氣旋。

### 熱帶風暴法比奧（Fabio）
8月3日，一個低氣壓在瓦哈卡州西南方生成，美國海軍研究實驗室給予擾動編號96E。
8月5日上午9時，國家颶風中心直接將其升格為熱帶風暴，並命名為法比奧（Fabio）。
8月7日正午12時，國家颶風中心表示法比奧已轉化為一後熱帶氣旋。

#### 事後調整
國家颶風中心將法比奧的中心氣壓上調至996百帕斯卡。

### 颶風吉爾瑪（Gilma）
8月16日，一個低氣壓在格雷羅州西南方生成，美國海軍研究實驗室給予擾動編號99E。
8月18日上午9時，國家颶風中心將其升格為熱帶低氣壓，給予熱帶氣旋編號07E。下午3時，國家颶風中心將其升格為熱帶風暴，命名為吉爾瑪（Gilma）。
8月21日凌晨3時，國家颶風中心將其升格為一級颶風。下午6時，國家颶風中心將其升格為二級颶風
8月22日凌晨3時，國家颶風中心將其升格為三級颶風。
8月23日下午3時，國家颶風中心將其降格為二級颶風。
8月24日上午9時，國家颶風中心將其降格為一級颶風。下午3時，國家颶風中心再度將其升格為二級颶風。下午6時，國家颶風中心再度將其升格為三級颶風。
8月25日凌晨3時，國家颶風中心將其升格為四級颶風。上午9時，國家颶風中心將其降格為三級颶風。晚間9時，國家颶風中心再度將其降格為二級颶風。
8月27日上午9時，國家颶風中心再度將其降格為一級颶風，並交由中太平洋颶風中心對其發報。下午3時，中太平洋颶風中心將其降格為熱帶風暴。
8月29日上午9時，中太平洋颶風中心將其降格為熱帶低氣壓。晚上9時，中太平洋颶風中心表示吉爾瑪已減弱為一殘餘低壓。

#### 事後調整
國家颶風中心將吉爾瑪的中心氣壓上調至950百帕斯卡。

### 颶風霍涅（Hone）
8月20日，一个低氣壓在中太平洋海域以東生成，美國海軍研究實驗室給予擾動編號91E。
8月22日上午6時，國家颶風中心認為91E已進入中太平洋海域，交由中太平洋颶風中心對其繼續發報。同時，美國海軍研究實驗室重新給予擾動編號90C。上午9時，中太平洋颶風中心將其升格為熱帶低氣壓，給予熱帶氣旋編號01C。下午3時，中太平洋颶風中心將其升格為熱帶風暴，並命名為霍涅 (Hone)。
8月25日凌晨3時，中太平洋颶風中心將其升格為一級颶風。
8月26日凌晨3時，中太平洋颶風中心將其降格為熱帶風暴。
8月29日晚上9時，中太平洋颶風中心將其降格為熱帶低氣壓。
8月31日上午6時，中太平洋颶風中心再度將其升格為熱帶風暴。
9月1日下午3時，中太平洋颶風中心表示霍涅已轉化為一後熱帶氣旋。
霍涅的殘餘低壓隨後跨過國際換日線，進入西北太平洋海域，日本氣象廳判定其為一熱帶低氣壓。
霍涅是自2019年熱帶風暴艾瑪以來，近五年來首場在中太平洋海域得到命名的風暴。

### 熱帶風暴赫克托（Hector）
8月20日，一个低氣壓在下加利福尼亞半島東南方海域生成，美國海軍研究實驗室給予擾動編號92E。
8月25日下午3時，國家颶風中心直接將其升格為熱帶風暴，命名為赫克托（Hector）。
8月29日凌晨3時，國家颶風中心表示赫克托已減弱為一殘餘低壓。

#### 事後調整
國家颶風中心將赫克托的巔峰風速上調至50節（95公里每小時），中心氣壓則下調至998百帕斯卡。

### 熱帶風暴伊萊安娜（Ileana）
9月10日，一个低氣壓在格雷羅州以西海域生成，美國海軍研究實驗室給予擾動編號93E。
9月12日上午9時，國家颶風中心將其升格為熱帶低氣壓，給予熱帶氣旋編號09E。
下午3時，國家颶風中心將其升格為熱帶風暴，命名為伊萊安娜（Ileana）。
9月14日下午3時，伊萊安娜在墨西哥錫那羅亞州登陸，登陸時強度為40節(65公里每小時)。
9月15日凌晨3時，國家颶風中心將其降格為熱帶低氣壓。上午9時，國家颶風中心表示伊萊安娜已減弱為一殘餘低壓。

#### 事後調整
國家颶風中心將伊萊安娜的巔峰風速上調至45節（85公里每小時），中心氣壓則下調至997百帕斯卡。

### 颶風約翰（John）
9月21日，一個低壓在墨西哥南部近海形成，美國海軍研究實驗室給予擾動編號94E。
9月22日下午3時，國家颶風中心將其升格為熱帶低氣壓，給予熱帶氣旋編號10E。
9月23日凌晨0時，國家颶風中心將其升格為熱帶風暴，命名為約翰（John）。上午11時45分，國家颶風中心將其升格為一級颶風。下午3時，國家颶風中心將其升格為二級颶風。晚上9時，國家颶風中心將其升格為三級颶風。
晚上9時15分，約翰在格雷羅州登陸，登陸時強度為105節(195公里每小時)。
9月24日凌晨0時，國家颶風中心將其降格為二級颶風。凌晨3時，國家颶风中心將其降格為一級颶風。上午6時，國家颶风中心將其降格為熱帶風暴。中午12時，國家颶風中心表示約翰已減弱為一殘餘低壓。
9月25日上午9時，國家颶風中心重新將該殘餘低壓升格為熱帶風暴，並繼續沿用名稱‘約翰 (John)’。
9月26日上午6時，國家颶風中心再次將其升格為一級颶風。晚上9時，國家颶風中心再次將其降格為熱帶風暴。
9月27日凌晨0時，國家颶風中心表示約翰已減弱為一殘餘低壓。

#### 事後調整
國家颶風中心將約翰的中心氣壓下調至956百帕斯卡。

### 颶風克里斯蒂（Kristy）
10月20日，原2024年大西洋颶風季的熱帶風暴納丁 (Nadine)的殘留雲系進入東北太平洋發展，美國海軍研究實驗室給予擾動編號90E。
10月21日下午3時，國家颶風中心直接將其升格為熱帶風暴，命名為克里斯蒂（Kristy）。
10月22日下午3時，國家颶風中心將其升格為一級颶風。
10月23日上午3時，國家颶風中心將其升格為二級颶風。上午9時，國家颶風中心將其升格為三級颶風。下午3時，國家颶風中心將其升格為四級颶風。
10月24日下午3時，國家颶風中心將其升格為五級颶風。晚上9時，國家颶風中心將其降格為四級颶風。
10月25日上午8時，國家颶風中心將其降格為三級颶風。晚上8時，國家颶風中心將其降格為二級颶風。
10月26日上午5時，國家颶風中心將其降格為一級颶風。下午2時，國家颶風中心將其降格為熱帶風暴。
10月27日上午8時，國家颶風中心表示克里斯蒂已轉化為一后熱帶氣旋。

### 熱帶風暴萊恩（Lane）
10月30日，低氣壓在下加利福尼亞半島南端海域生成，美國海軍研究實驗室給予擾動編號92E。
11月1日下午2時，國家颶風中心將其升格為熱帶低氣壓，給予熱帶氣旋編號13E。晚上11時，國家颶風中心將其升格為熱帶風暴，命名為萊恩（Lane）。
11月2日晚上11時，國家颶風中心將其降格為熱帶低氣壓。
11月3日上午7時，國家颶風中心表示萊恩已轉化為一後熱帶氣旋。

#### 事後調整
國家颶風中心將萊恩的巔峰風速上調至40節（75公里每小時）。

## 未被國際命名的熱帶氣旋

### 無名熱帶風暴（11E）
9月30日，一个低氣壓在墨西哥西南部海域生成，美國海軍研究實驗室給予擾動編號95E。
10月1日下午3時，國家颶風中心將其升格為熱帶低氣壓，給予熱帶氣旋編號11E。
10月3日下午3時，國家颶風中心對其發佈最后一報。其殘留雲系隨後進入大西洋發展成颶風米爾頓 (Milton)。

#### 事後調整
國家颶風中心於事後報告中認為11E曾達到熱帶風暴強度。

### 熱帶低氣壓14E
11月2日，一低氣壓在墨西哥西南部海域生成，美國海軍研究實驗室給予擾動編號93E。
11月6日上午8時，國家颶風中心將其升格為熱帶低氣壓，給予熱帶氣旋編號14E。
11月7日下午3時，國家颶風中心認為其已减弱為一殘餘低壓。

## 風暴名稱

### 東太平洋
下面的名字將被用於於2024年在東北太平洋形成而又被命名的風暴。如果有退役名稱的話，將由世界氣象組織在2025年春天宣布。在這個名單中未退役的名字將在2030年的風季中再次使用。黑色體字表示今年已經使用過，黑色粗體名稱則表示該風暴活躍中，未使用之名字則以灰色字體表示。
2025年4月2日，世界氣象組織颶風委員會決定將約翰（John）除名，在2030年太平洋颶風季中以傑克（Jake）取代。
| - Aletta - Bud - Carlotta - Daniel - Emilia - Fabio - Gilma - Hector | - Ileana - John - Kristy - Lane - Miriam（未用） - Norman（未用） - Olivia（未用） - Paul（未用） | - Rosa（未用） - Sergio（未用） - Tara（未用） - Vicente（未用） - Willa（未用） - Xavier（未用） - Yolanda（未用） - Zeke（未用） |

### 中太平洋
下列名稱將用於2024年在中太平洋形成的風暴。
| - Hone | - Iona（未用） | - Keli（未用） | - Lala（未用） |  |

## 颶風季影響
以下圖表顯示了2024年太平洋颶風季的所有熱帶氣旋以及它們的登陸資料(如有)。在括號內的死亡人數屬於非直接，但仍與風暴有關的死亡。所有破壞及死亡數字都包括風暴在擾動及溫帶氣旋階段時的資料。
ACE的計算公式：{\displaystyle \sum _{}^{}{\frac {{v_{\mathrm {max} }}^{2}}{10^{4}}},}，單位為{\displaystyle 10^{4}kt^{2}}。
| 萨菲尔-辛普森飓风风力等级 |    |    |    |    |    |    |
| TD                        | TS | C1 | C2 | C3 | C4 | C5 |

| 阿萊塔   | 7月4日－7月6日     | 热带风暴   | 40 (65)   | 1005 | 索科羅島                       | 無     | 0  |  |
| 巴德     | 7月24日－7月26日   | 热带风暴   | 60 (95)   | 1001 | 克拉裡翁島                     | 無     | 0  |  |
| 卡洛塔   | 7月31日－8月5日    | 一级飓风   | 90 (150)  | 979  | 克拉裡翁島                     | 無     | 0  |  |
| 丹尼爾   | 8月3日－8月5日     | 热带风暴   | 40 (65)   | 1005 | 無                             | 無     | 0  |  |
| 艾米利亞 | 8月4日－8月8日     | 热带风暴   | 70 (110)  | 988  | 克拉裡翁島                     | 無     | 0  |  |
| 法比奧   | 8月5日－8月7日     | 热带风暴   | 65 (100)  | 996  | 雷維利亞希赫多群島             | 無     | 0  |  |
| 吉爾瑪   | 8月18日－8月29日   | 四级飓风   | 130 (215) | 950  | 夏威夷                         | 很少   | 0  |  |
| 霍涅     | 8月22日－9月1日    | 一级飓风   | 85 (140)  | 988  | 夏威夷                         | 805萬  | 0  |  |
| 赫克托   | 8月25日－8月29日   | 热带风暴   | 60 (95)   | 998  | 無                             | 無     | 0  |  |
| 伊萊安娜 | 9月12日－9月15日   | 热带风暴   | 50 (85)   | 997  | 下加利福尼亞半島、墨西哥西北部 | 很少   | 0  |  |
| 約翰     | 9月22日－9月27日   | 三级飓风   | 120 (195) | 956  | 墨西哥西南部                   | 24.5億 | 29 |  |
| 無名     | 10月1日－10月3日   | 热带风暴   | 40 (65)   | 1004 | 墨西哥南部                     | 很少   | 2  |  |
| 克里斯蒂 | 10月21日－10月27日 | 五级飓风   | 160 (260) | 926  | 無                             | 無     | 無 |  |
| 萊恩     | 11月1日－11月3日   | 热带风暴   | 45 (75)   | 1004 | 無                             | 無     | 無 |  |
| 14E      | 11月6日－11月7日   | 热带低气压 | 35 (55)   | 1006 | 無                             | 無     | 無 |  |
| 季节总结 |                    |            |           |      |                                |        |    |  |
| 15个气旋 | 7月4日－11月17日   |            | 160 (260) | 926  |                                | 24.6億 | 31 |  |

## 外部連結
- 美國國家颶風中心（页面存档备份，存于）
- 美國中太平洋颶風中心（页面存档备份，存于）
- 美國海軍實驗室（页面存档备份，存于）
- ACE（页面存档备份，存于）